# HD 73887
HD 73887 هو نجم برتقالي عملاق بحجم 5.46 يقع في كوكبة الجؤجؤ يبعد 335 سنة ضوئية عن النظام الشمسي.